# 에사르 그룹
에사르 그룹(Essar Group)은 통신, 해운, 철강, 건설, 에너지 분야의 다각적인 사업을 하는 인도의 복합 기업이다. 2007년 3월 결산 시, 그룹의 총 연간 매출액은 40억 달러에 달했다. 허치 에사르 및 알고마 스틸도 에사르 브랜드에 포함된다.
현재 그룹 회장은 샤쉬 루이아이고, 부회장은 라비 루이아이다.
루이아 가문은 라자스탄에서 뭄바이로 이주한 1800년대부터 사업과 장사를 했던 가문이다. 1956년 창업주인 난드 키쇼르 루이아가 남쪽 첸나이로 내려와 사업을 시작했다. 1969년 창업주의 갑작스런 사망이후 그의 아들인 샤쉬 루이아와 라비 루이아가 가업을 이었다.

## 에사르 스틸

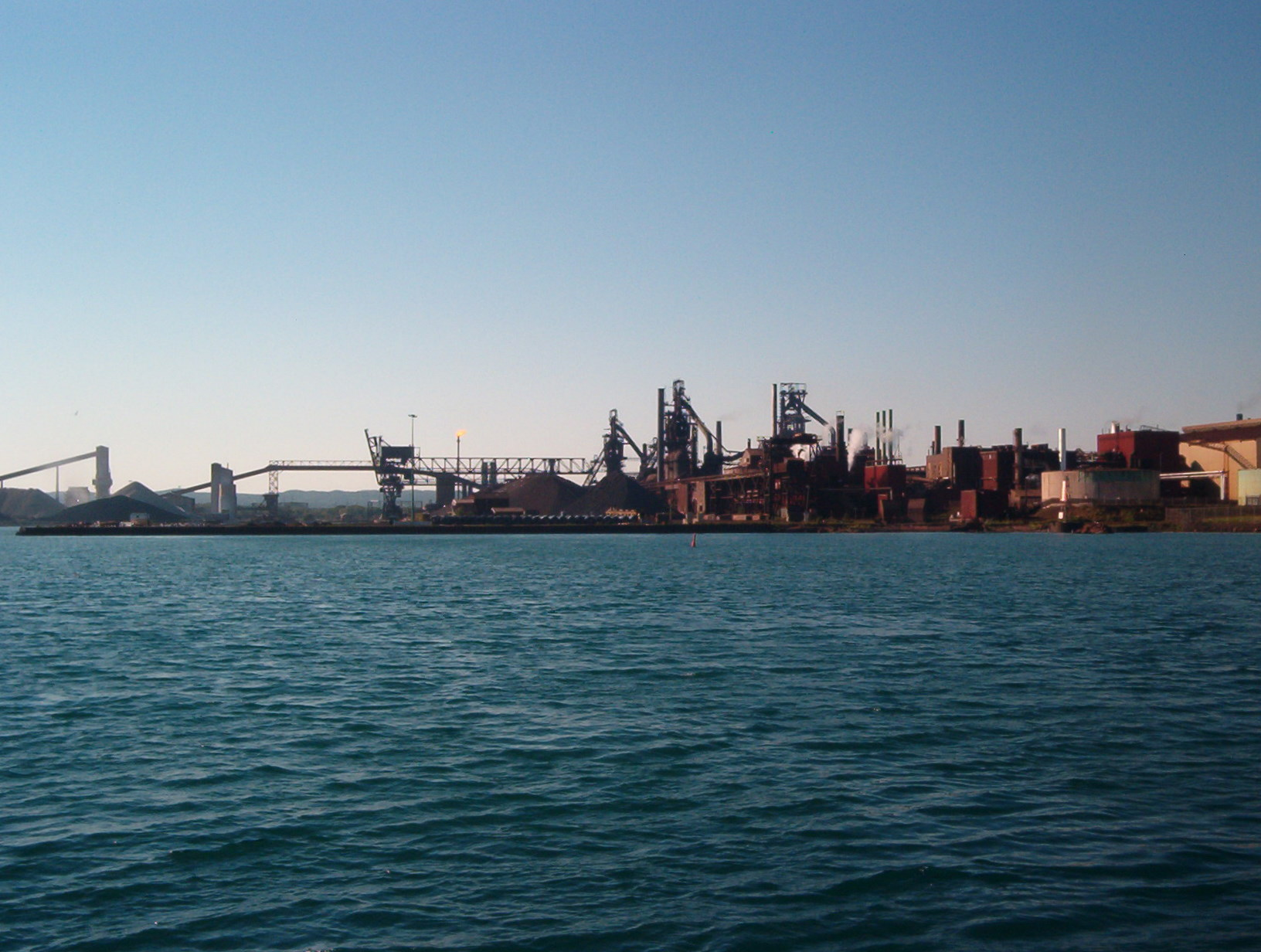
캐나다 온타리오 Sault Ste. Marie에 있는 에사르 스틸의 공장.

에사르 스틸(Essar Steel)은 인도 최대의 철강 회사이다. 2007년 4월, 캐나다의 알고마 스틸을 미화 16억 3천만 달러에 흡수 합병하였다. 같은 달 미국의 미네소타 스틸도 흡수 합병하였다. 미네소타 스틸의 합병 가격은 밝혀지지 않았다. 미네소타 북부에 16억 5천만 달러를 투자해 철강 공장을 세운다는 계획도 발표하였다. 그 공장은 북미 최초로 철광석 광산 옆에 지어져, 철강 생산을 한 곳에서 할 예정이다. 이 두 개의 흡수 합병을 거쳐 에사르 스틸은 타타 스틸, 인도 철강, 진달 스틸에 이어 인도에서 4번째로 큰 철강 회사가 되었다.

## 같이 보기
- 분류:인도의 복합 기업